# HMS Ocean (1898)
Корабль Его Величества «Оушен» (англ. HMS Ocean) — эскадренный броненосец, додредноутного типа британского Королевского флота, типа «Канопус», был разработан для службы в Азии.
«Оушен» и пять его систершипов (однотипных кораблей) были меньше и быстрее, чем броненосцы предыдущего типа «Маджестик», но сохранили такую же батарею из четырёх 12-дюймовых (305 мм) орудий. Их цементированная крупповская броня была тоньше, но эффективнее в отношении по весу чем гарвеевская броня установленная на «Маджестиках». Броненосец был заложен в декабре 1897 года, спущен на воду в июле 1898 года, вступил в строй в феврале 1900 года.
До января 1901 года «Оушен» служил в составе Средиземноморского флота, после чего отправился на Китайскую станцию. В 1905 году «Океан» был отозван из Китая и переведён в резерв, после был выведен из резерва для службы во Флоте Канала. С 1908 по начало 1910 год броненосец снова служил в составе Средиземноморского флота. В 1910 году корабль был переведён во флот Канала и был мало задействован, пока в августе 1914 не началась Первая мировая война. С началом конфликта «Оушен» был переведён в 8-ю боевую эскадру и базировался в Ирландии для поддержки крейсерской эскадры. В октябре он был переброшен на Ост-индскую станцию для защиты конвоев с войсками отправляющимися из Индии.
В конце 1914 года «Оушен» участвовал в атаке на Басру, после чего был переброшен в Египет для защиты Суэцкого канала. В феврале 1915 года он был направлен для участия в Дарданелльской кампании. Броненосец участвовал в нескольких атаках на османские укрепления, защищающие Дарданеллы. 18 марта «Оушен» попытался вытащить на буксире подорвавшийся на мине у Эренкоя броненосец «Иррестисибл» однако ему пришлось отойти из-за плотного турецкого обстрела. «Оушен» подобрал выживших с «Иррестисибла», однако на выходе в открытое море подорвался на мине и получил тяжёлые повреждения. Эсминцы подобрали его экипаж и выживших с «Иррестисибла», и оставили броненосец, который позднее затонул в бухте Морто.

## Конструкция
«Оушен» и пять его систершипов (однотипных кораблей) были созданы для службы в Восточной Азии, где Японская империя начала строить мощный флот. Тем не менее, скоро роль этих кораблей оказалась снижена после заключения англо-японского союза в 1902 году. Корабли должны были быть меньше, легче и быстрее чем их предшественники: броненосцы типа «Маджестик». «Альбион» была длиной в 421 фута 6 дюймов (128,47 м), шириной в 74 фута (23 м), осадка составляла 26 фута 2 дюйма (7.98 м). Водоизмещение составляло 13.150 длинных тонн (13.360 тонн), при полной загрузке — 14.300 длинных тонн (14.500 тонн). Экипаж корабля составлял 682 человека.
Корабли типа «Канопус» приводились в движение парой трёхцилиндровых паровых машин тройного расширения, пар для их работы образовывался в 12 котлах системы Бельвиля. Это были первые британские линкоры с водотрубными котлами, производившими больше пара при меньших расходах по весу по сравнению с газотрубными котлами, используемых кораблях ранней постройки. Благодаря новым котлам появилась возможность располагать трубы продольно, а не рядом как на многих предыдущих британских линкорах. Корабли типа «Канопус» проявили себя как ходкие пароходы, с высокой скоростью для броненосцев того времени — 18 узлов (33 км/ч) с указанной мощностью в 13.500 лошадиных сил (10.100 кВт) на два узла быстрее чем броненосцы типа «Маджестик».
«Оушен» располагал основной батареей из четырёх 12-дюймовых (305 мм) орудий длиной в 35 калибров, размещённых в двухорудийных башнях в носовой и кормовой частях корабля. Орудия были установлены на круговых барбетах, что позволяло заряжать их со всех сторон, хотя и на фиксированной высоте. Батарея среднего калибра состояла из двенадцати шестидюймовых (152 мм) орудий длиной в 40 калибров установленных в казематах. Также корабль располагал десятью 12-фунтовыми и шестью 3-фунтовыми орудиями для защиты против торпедных катеров. Как обычно для броненосцев того времени корабль был оснащён четырьмя 18-дюймовыми (457 мм) торпедными трубами, погруженными в корпус, по два на каждом борте рядом с носовым и кормовым барбетом.
Для уменьшения веса «Оушен» нёс меньше брони, чем броненосцы типа «Маджестик». Броневой пояс был в 6 дюймов (152 мм) а у «Маджестков» 9 дюймов (229 мм), хотя на «Маджестиках» стояла гарвеевская броня, а на «Канопусах» — крупповская, поэтому проигрыш в защищённости был не настолько большим, поскольку крупповская броня при заданном весе была прочнее гарвеевской. Также остальная броня была тоньше, чем на «Маджестиках», переборки были защищены бронёй от 6 до 10 дюймов (от 152 до 254 мм). Броня на орудийных башнях главного калибра была в 10 дюймов, барбеты имели броню в 12 дюймов (305 мм). Батарея в казематах были защищена 6-дюймовой крупповской сталью. Броня боевой рубки была в 12 дюймов. «Оушен» имел две бронепалубы толщиной в 1 и 2 дюйма (25 и 51 мм) соответственно.

## Служба
«Оушен» был заложен 15 декабря 1897 года на верфи Дэвенпорт и стал первым крупным броненосным кораблём, построенным в Дэвенпорте. Спущен на воду 5 июля 1898 года. Принцесса Луиза, маркиза Лорн окрестила корабль в присутствие лордов Адмиралтейства. Строительство было закончено в начале 1900 года. «Оушен» вступил в строй в Дэвенпорте 20 февраля 1900 года и получил назначение на Средиземноморский флот. Капитаном корабля стал Эштон Курсон-Хоу. После прохождения испытаний, корабль 13 марта вышел из Дэвенпорта и четыре дня спустя прибыл в Гибралтар, где сменил броненосец «Худ». «Оушен» служил на Средиземноморском флоте до января 1901 года, после чего был переброшен на Китайскую станцию в связи с Восстанием боксёров. В конце августа капитаном «Оушена» был назначен Ричард Уильям Уайт. В октябре 1902 года корабль посетил Порт-Лазарев на Корейском полуострове но получил повреждения из-за тайфуна, потребовался ремонт продлившийся до 1903 года.
После того как Великобритания и Япония в 1905 году ратифицировали союзный договор командование Королевского флота сократило военно-морское присутствие на Китайской станции и отозвало оттуда все линкоры. В частности броненосцы «Оушен» и «Центурион» вместе вышли из Гонконга 7 июня 1905 года и в Сингапуре встретились с двумя систершипами «Оушена» броненосцами «Альбионом» и «Вендженсом». Четыре броненосца вышли из Сингапура 20 июня 1905 года и двигаясь вместе прибыли в Плимут 2 августа 1905 года. «Оушен» был переведён в резерв на Чатэмской верфи и вернулся к полноценной службе 2 января 1906 года в составе Флота Канала. Он прошёл ремонты на Чатэмской верфи в январе-марте 1907 года и в апреле-июне 1908 года. 2 июня 1908 года «Оушен» снова вернулся на службу уже в составе Средиземноморского флота, прошёл ремонт на Мальте в 1908—1909 годах, в ходе которого на него было установлено противопожарное оборудование. 16 февраля 1910 года «Оушен» был переведён в 4-й дивизион новосозданного Флота метрополии. В 1910 и 1911—1912 годах броненосец прошёл ремонт в Чатэме. В 1913—1914 годах броненосец базировался в Пембрук-Доке, Уэльс в составе Третьего флота.

### Первая мировая война

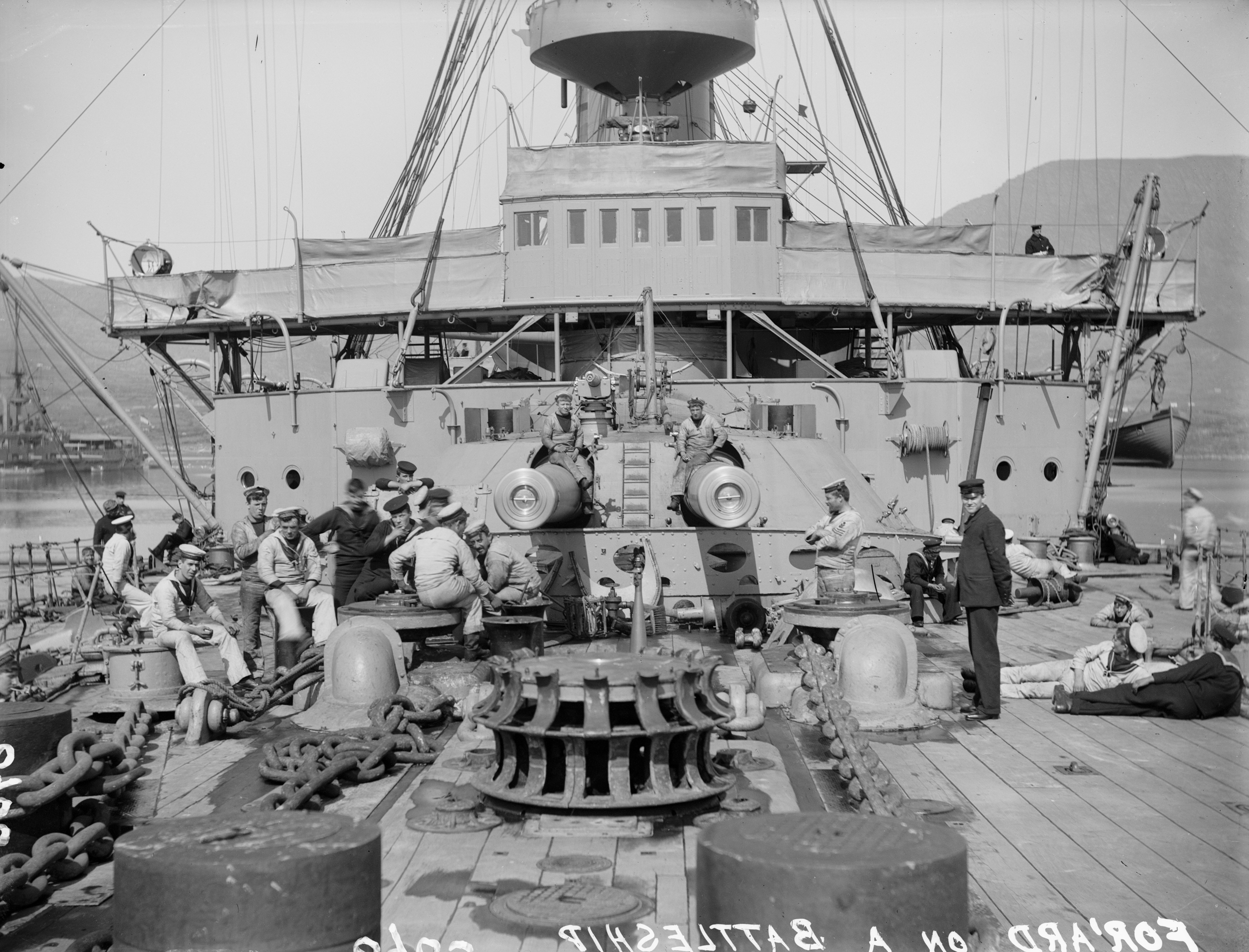
Экипаж носовой палубы броненосца типа «Канопус», 1905 год

С началом Первой мировой войны «Оушен» был придан 8-й боевой эскадре Флота Канала, куда прибыл 14 августа 1914 года. 21 августа броненосец был отряжён в Куинстоун, Ирландия для службы кораблём охранения и для поддержки крейсерской эскадры, действующей в этом районе. В сентябре 1914 года «Оушен» получил приказ сменить «Альбион» на станции Кабо-Верде — Канарские острова, но по пути получил новый приказ сначала идти на Мадейру, потом к Азорским островам. Ввиду угрозы со стороны германской Восточноазиатской эскадры и независимо действующего крейсера «Кёнигсберг» Адмиралтейство снова перенаправило «Оушен» на этот раз на Ост-Индскую станцию, для поддержки крейсеров, сопровождающих конвои на Среднем Востоке. «Оушен» присоединился к бронепалубному крейсеру «Минерва».
С октября по декабрь 1914 года «Оушен» был флагманом эскадры в Персидском заливе, осуществлявшей поддержку операций против Басры. В это период «Оушен» сопровождал конвой с индийскими войсками в Бахрейн, вышедший из Индии 16 октября, а спустя три дня в море к нему присоединился «Оушен». По прибытии конвоя в точку назначения 3 ноября «Оушен» стал готовиться к нападению на Басру. Множество малоразмерных судов вооружалось, чтобы войти в реку Шатт-эль-Араб, которая вела к Басре. Первоочередной задачей стало подавление сил противника в старой крепости Эль-Фао. 5 ноября Британия объявила войну Османской империи и на следующее утро «Оушен» приступил к обстрелу Эль-Фао. Десантный отряд в 600 человек, включавший морских пехотинцев с «Оушена» атаковал и захватил крепость, не повстречав сопротивления.
В декабре 1914 года сухопутные силы при поддержке «Оушена» продвинулись к Аль-Курмаху, находящийся при слиянии рек Евфрат и Тигр, что позволило Адмиралтейству отозвать «Оушен» для других задач. 29 декабря «Оушен» прибыл в Суэц, Египт, где должен был находиться для усиления обороны Суэцкого канала. В этот же день броненосец встал на якорь в южном устье пролива и оставался в этом районе до середины января 1915 года, полсе чего прошёл на север пролива. 3-4 февраля «Оушен» и вооружённый вспомогательный крейсер «Гималаи» поддержали сухопутные силы, встретившие наступление османских сил на канал близ Эль-Кубри, что позволило разбить противника. «Оушен» был отправлен в Деверсуар, для артиллерийской поддержки местного гарнизона, но османские атаки в этом районе были малозначимы. На следующий день наступление османов было полностью остановлено.

### Дарданелльская кампания

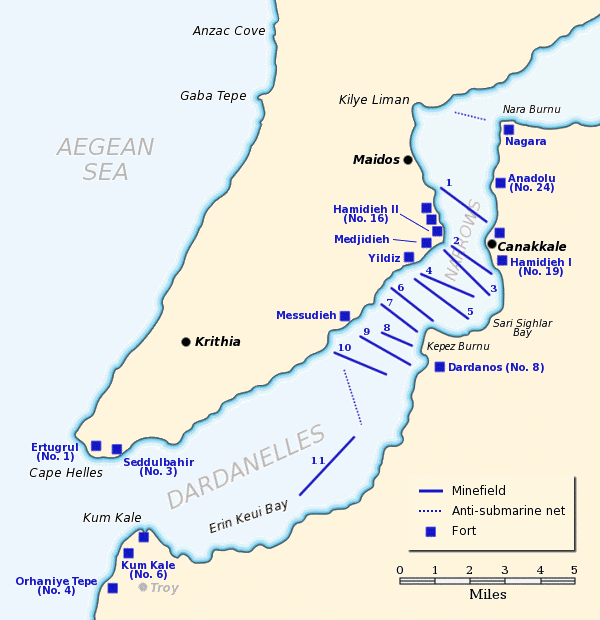
Османские укрепления в Дарданелльском проливе, 1915 год

В конце февраля 1915 года «Оушен» был переброшен к Дарданеллам для участия в Дарданелльской кампании. 28 февраля броненосец принял участие в попытке подавления османских укреплений в проливе. Операцию возглавил адмирал Джон де Робек. Броненосцы «Альбион» и «Трайомф» шли во главе отряда, они получили задачу нейтрализовать восстановленную османами крепость у Дардануса. «Оушен» и «Маджестик» поддерживали их, ведя огонь по мобильной полевой артиллерии, которая стала проблемой при предыдущих попытках нейтрализовать османскую оборону. Первоначально «Оушен» попытался выявить положение орудий, действующих близ Седдюльбахира, после чего пошёл к «Маджестику» и попал под обстрел нескольких батарей противника у Эренкоя (в состав которых входили и гаубицы). Британским броненосцам удалось подавить вражеские орудия, но только временно, как только корабли переключились на другие цели, орудия снова открыли огонь. В это время «Альбион» и «Трайомф» подошли к Дарданусу, но там попали под плотный обстрел османской артиллерии с европейского берега пролива, в том числе и из крепости в Эренкое, британским броненосцам пришлось описывать круги, чтобы избежать попаданий. В этих условиях британским корабля не удалось подойти к Дарданусу и вместо этого они обстреляли орудия у Эренкоя. Первоначально обстрел показался эффективным после ослабления огня противника. Но после того как «Оушен» и «Маджестик» подошли, чтобы атаковать Дарданус они попали под яростный обстрел орудий у Эренкоя, адмирал де Робек снова отдал приказ об отступлении. Единственным достижением стало уничтожение нескольких лёгких орудий противника десантным отрядом, высаженным с «Трайомфа» после отхода четырёх броненосцев. Неспособность британского и французского флотов нейтрализовать мобильную полевую артиллерию убедило командование Антанты, что единственный способ добиться успеха — это предпринять массовую высадку десанта, чтобы зачистить область с суши.
4 марта «Оушен» поддержал высадку в Седдюльбахире. Две роты морской пехоты высадились каждая в своём секторе. «Оушен» получил задачу поддерживать огнём роту, высадившуюся в северном секторе. Рота, высадившаяся в южном секторе, получила задачу захватить прибрежный город Кумкале. Вскоре после высадки на берег отряд попал под плотный обстрел. Рота в северном секторе столкнулась с похожим сопротивлением, но комендоры «Оушена», получившие опыт в ходе действий у Басры в прошлом году, действовали эффективнее, чем артиллеристы других кораблей. Тем не менее, обе роты были вынуждены отойти, их сил не хватило на прорыв османской обороны. 6 марта «Оушен» и броненосец «Агамемнон» получили задачу прикрывать огнём больший супердредноут «Куин Элизабет», вступивший в перестрелку с османскими батареями. После дневного обстрела британское командование отправило минные тральщики, чтобы расчистить проходы в минных полях, блокирующих пролив. На защиту тральщиков были выделены «Оушен», «Маджестик» и несколько эсминцев. Несмотря на плотный обстрел, османская оборона в основном не пострадала и даже согласованная стрельба с «Оушена» и других кораблей не смогла подавить вражеские орудия или их прожекторы. Утром 7 марта британцы были вынуждены отойти.
18 марта британский и французский флоты предприняли массированную атаку на османские укрепления. В операции участвовали «Оушен», десять британских броненосцев и один линейный крейсер и четыре французских броненосца. Согласно плану броненосцы должны были войти в узость пролива и подавить крепости, а тральщики проложить путь в османских минных полях. Транспортные корабли должны были провести демонстрацию за пределами проливов, чтобы убедить турок что они собираются высадить десант, командование Антанты надеялось связать этим османскую мобильную артиллерию. Сначала британским кораблям удалось нанести тяжёлый ущерб крепостям, но затем броненосец «Формидейбл» а потом и линейный крейсер «Инфлексибл» стали получать серьёзный ущерб от огня береговых батарей. Французские броненосцы также начали получать повреждения, а броненосец «Буве» подорвался на мине и взорвался. В дальнейшем броненосец «Иррестисибл» вышел из строя, подорвавшись на мине в бухте Эренкой. Стало ясным, что корабль не получится спасти, все выжившие члены экипажа были подобраны эсминцами, кроме капитана корабля и нескольких добровольцев, попытавшихся сохранить плавучесть корабля. «Оушен» был выслан, чтобы взять «Иррестисибл» на буксир но по пути сел на мель. Снявшись с мели, команда «Оушена» обнаружила что приказ взять «Иррестисибл» на буксир выполнить невозможно из-за мелководья, увеличивающегося крена «Иррестисибла» и плотного вражеского обстрела. «Оушен» взял на борт оставшихся членов команды «Иррестисибла» и оставил броненосец на произвол судьбы. «Иррестисибл» затонул в 19.30, что осталось незамеченным войсками союзников.
В ходе принятия на борт выживших с «Иррестисибла» в «Оушен» попал снаряд, который выпустил османский артиллерист Сейит Чабук. В 19.00 броненосец подорвался на дрейфующей мине. Угольные бункеры и проходы по правому борту оказались затопленными, рулевое управление сильно заклинило влево, крен броненосца направо достиг 15°. Броненосец попал под обстрел с берега и начал получать попадания, что привело к затоплению машинного отделения правого борта и сорвало ремонт рулевого управления. Эсминцы «Джед», «Колн» и «Челмер» в 19.30 подошли к его борту и сняли экипаж броненосца в том числе выживших с «Иррестисибла». «Оушен» всё ещё находясь под обстрелом сдрейфовал в бухту Морто и в 22.30 затонул, что также осталось незамеченным войсками союзников. Когда позднее вечером эсминец «Джед» вошёл в бухту, чтобы потопить торпедами «Оушен» и «Иррестисибл», дабы они не достались туркам, он не нашёл никого.